# Jugendrat Liechtenstein
Der Verein Jugendrat in Liechtenstein (kurz Jugendrat Liechtenstein) sieht sich als Plattform für junge Erwachsene zwischen 15 und 28 Jahren in Liechtenstein, welche sich für politische Themen interessieren und einsetzen möchten. Bekannt wurde der Jugendrat vor allem durch sein Projekt easyvote, welches bei den Landtagswahlen 2013 und 2017 sowie bei den Gemeindewahlen 2015 und 2019 zum Einsatz kam. Durch regelmäßige öffentlichkeitswirksame Projekte und Arbeiten machte sich der Jugendrat einen Namen als aktives Jugendparlament.

## Geschichte

### 2011 – Das Jahr der Idee
Seinen Anfang fand alles bei der Jugendbeteiligung Liechtenstein (JUBEL). In diesem Partizipations-Netzwerk der Schülervertreter Liechtensteins brachten sich Brian Haas und Florian Ramos bereits seit einigen Jahren mit eigenen Projekten, als Moderatoren, Mentoren und schließlich als Berater des Vorstands ein.
Im Alter von 16 Jahren standen sie jedoch kurz vor dem Überschreiten der vorgegebenen Alterslimite.
Der Wunsch, sich selbst weiterhin aktiv in das Geschehen Liechtensteins einzubringen und selbiges Gleichaltrigen zu ermöglichen, führte die beiden zu ersten Diskussionen und Überlegungen bezüglich einer neuen politischen Partizipationsmöglichkeit für Jugendliche und junge Erwachsene: Der Grundstein für den Jugendrat Liechtenstein war gelegt.

### 2012 – Das Jahr der Umsetzung
Das angestrebte Konzept eines Jugendparlaments konnte im Februar 2012 anlässlich der JUBEL-Vollversammlung diversen Vertretern aus Politik, Jugend und Gesellschaft präsentiert werden.
Das Feedback fiel dabei durchwegs positiv aus. So versprach etwa der damalige Regierungschef Klaus Tschütscher den Jugendlichen bei der Vernetzung und der Durchführung ihrer Idee behilflich zu sein.
Mit der Verarbeitung des umfassenden Feedbacks aus Politik und Jugendarbeit und der damit einhergehenden Konkretisierung des Projekts kamen neue Aufgaben auf Brian Haas und Florian Ramos zu:
Es galt Gleichgesinnte zu finden, was dank guter Vorarbeit zügig gelöst werden konnte. Zu den Gründungsmitgliedern gehören, neben Brian Haas und Florian Ramos, Alissia Casagrande, Caroline Forte, Maximilian Meyer und Orlando Wanner.
Mit der Gründung im Oktober 2012 und der anschließenden Startfinanzierung durch das EU-Programm Jugend in Aktion (Youth in Action) konnte der Jugendrat ins erste Vereinsjahr starten.
Am Samstag, 15. Dezember 2012 präsentierte sich der Verein der Öffentlichkeit und stellte sein erstes Projekt, „easyvote“, vor.

### 2013 bis 2015
Zu Jahresbeginn befand sich 2013 die Durchführung des Projekts „easyvote“ noch in vollem Gange. Insbesondere die „easyvote“-Evaluation nahm einen großen Stellenwert ein.
Als weiteren Meilenstein durfte der Jugendrat Liechtenstein am 16. März 2013 die Wahl seines damaligen Vizepräsidenten Florian Ramos in den Vorstand des Dachverbands Schweizer Jugendparlamente (DSJ) verbuchen.
Die vertiefte Vernetzung mit den damals 33 schweizerischen Jugendparlamenten innerhalb des DSJ bietet eine einmalige Möglichkeit von den Erfahrungen anderer zu lernen, sich auszutauschen und nicht zuletzt sich selbst in der Dachorganisation einzubringen.
Ein weiterer Höhepunkt folgte am 25. Oktober 2013. Bei der regionalen Vorausscheidung des Jugendprojektwettbewerbs in Ruggell konnte sich der Jugendrat Liechtenstein erfolgreich präsentieren.
Seine Arbeit – und im Speziellen das Projekt „easyvote“ – wurde mit dem ersten Platz und einem Preisgeld von 1'100 Franken ausgezeichnet.
In St. Gallen präsentierte der Jugendrat erneut seine Projekte am Finale des interregionalen Jugendprojektwettbewerbs. Ergebnis: ein dritter Platz.
Im Juni 2014 weihte der Jugendrat – zusammen mit den Vereinen Neuraum und EJL – offiziell sein eigenes Dach über dem Kopf ein. Dank der Unterstützung der Gemeinde Schaan kann das Vereinshaus „Haus am Gleis“ zukünftig für Sitzungen, Veranstaltungen und Besprechungen genutzt werden.
Im Juli 2014 trat der Jugendrat mit einem größeren Projekt an die Öffentlichkeit: einer Schulumfrage zur politischen Bildung.
591 Schüler der weiterführenden Schulen wurden zu ihrer Kenntnis der Politik Liechtensteins befragt und die Ergebnisse im Medienraum der Regierung präsentiert.

### 2016 bis 2018
Im November 2015 wurde der erste Workshop «Politik zum Anfassen» am Ausbildungswochenende der Jugendbeteiligung Liechtenstein (JuBeL) abgehalten. Dieser Workshop hat das Ziel, die Politik den Jugendlichen spielerisch näherzubringen um sie einerseits für Politik zu begeistern aber auch um ihnen ein Grundwissen zum politischen System Liechtensteins zu vermitteln.
Im Jahr 2017 Jahr durfte der Jugendrat am ersten Aprilwochenende 150 Jungparlamentarier aus 32 verschiedenen Jugendparlamenten und -räten in Liechtenstein willkommen heißen, welche anlässlich der jährlichen Delegiertenversammlung des Dachverbands Schweizer Jugendparlamente (DSJ) zusammenkamen. Die Versammlung wurde vom Jugendrat Liechtenstein in Zusammenarbeit mit dem DSJ organisiert und fand im SaL in Schaan statt. Dies ist dem Jugendrat aufgrund seiner guten Zusammenarbeit und Kontakten zu anderen Jugendparlamenten möglich gewesen.
Nachdem die Delegiertenversammlung am Samstag von Regierungschef Adrian Hasler eröffnet worden ist startete das ganztägige Plenum. Im Anschluss auf das Plenum wurde den Jugendlichen neben einem Abendessen ein vielfältiges Rahmenprogramm geboten, welches ihnen die Möglichkeit bot sich über ihre Projekte und Tätigkeiten auszutauschen, neue Freundschaften zu schließen, ihr Netzwerk auszuweiten und nicht zuletzt am Sonntag das Fürstentum Liechtenstein durch spannende Exkursionen besser kennen zu lernen.
Im November 2016 führte der Jugendrat die erste liechtensteinische Jugendsession durch. 17 Jugendliche und junge Erwachsene trafen sich im Landtag in Vaduz und diskutierten über die Themen Berufsbildung sowie Vaterschaftsurlaub. Es konnten 6 Anträge ausgearbeitet werden, welche durch die Jungparlamentarier verabschiedet und anschließend an Landtagspräsident Albert Frick übergeben worden sind.
Durch die Evaluation der ersten Jugendsession und der zahlreichen positiven Rückmeldungen entschied sich der Vorstand des Jugendrates das Projekt auch in der Zukunft durchzuführen. Deshalb fanden auch im November 2017 und im November 2018 Jugendsessionen im Landtagsgebäude in Vaduz statt.
Die Jugendsession bietet allen Jugendlichen und jungen Erwachsenen die Möglichkeit, sich in die Rolle eines Landtagsabgeordneten zu versetzen und sich in einem Team zusammen mit anderen Jugendlichen und Experten über aktuelle Themen auszutauschen. Durch die Jugendsession ist es dem Jugendrat möglich, die Meinung der Jugendlichen und jungen Erwachsenen einzuholen und an die Politik weiterzugeben. So möchte er sicherstellen, dass die Meinung der Jugend ebenfalls Gehör findet.

### 2019 bis 2022
An der 8. Generalversammlung im Jahr 2020 legt Brian Haas nach acht Jahren sein Amt als Präsident nieder. Kevin Scherrer wurde zum neuen Präsidenten und Michael Schädler zum neuen Vizepräsidenten gewählt.
Im Dezember 2020 führte der Jugendrat die erste Ausgabe des neuen Formats „Jugendrat Arena“ durch, wobei drei Mitglieder der verschiedenen Jungparteien des Landes zusammenkamen und über das Wahlalter 16 debattierten. Die beiden weiteren „Jugendrat Arenas“, die bisher durchgeführt wurden, beschäftigten sich mit den Themen „Cannabis-Reform“ und „Familienmodelle“.
2021/22 traf sich der Jugendrat im Rahmen der Europäischen Jugendpartizipations-Konferenz insgesamt fünfmal mit der deutschen „Initiative Jugendparlament“, zweimal in Liechtenstein, einmal in Köln, Brüssel und Berlin.
An der 10. Generalversammlung im Frühling 2022 wurde Vizepräsident Michael Schädler zum neuen Präsidenten gewählt. Das Amt des Vizepräsidenten wurde von Fabian Nägele übernommen.
Der an der 7. Jugendsession mit den meisten Ja-Stimmen angenommene Antrag „Priorisierung des Veloverkehrs“ wurde vom Landtag erstmals einstimmig an die Regierung überwiesen.
Im Oktober 2022 feierte der Jugendrat sein 10-jähriges Bestehen.

## Zweck / Tätigkeiten
Der Jugendrat Liechtenstein formuliert in seinen Statuten folgenden Zweck:
- Teilnahme von Jugendlichen und jungen Erwachsenen am politischen Prozess in Liechtenstein zu verbessern
- Förderung der politischen Bildung
- Förderung der Meinung der Jugendlichen und jungen Erwachsenen
- Vorbereitung von Jugendlichen auf die Wahlen und Abstimmungen
- Junge Erwachsene zum Wählen zu bewegen

Er erfüllt seinen Zweck durch folgende Tätigkeiten:
- Betreibt aktive Jugendpolitik und fördert Mitbestimmung der Jugendlichen und jungen Erwachsenen auf nationaler und kommunaler Ebene
- Zusammenarbeit mit den Jungparteien Liechtensteins
- Unterstützung Projekte, die in Themengebieten des Jugendrats liegen
- Förderung des Austauschs zwischen den Generationen (Jugendliche – Politik)
- Ansprechperson in Bezug auf Jugendthemen

## Struktur

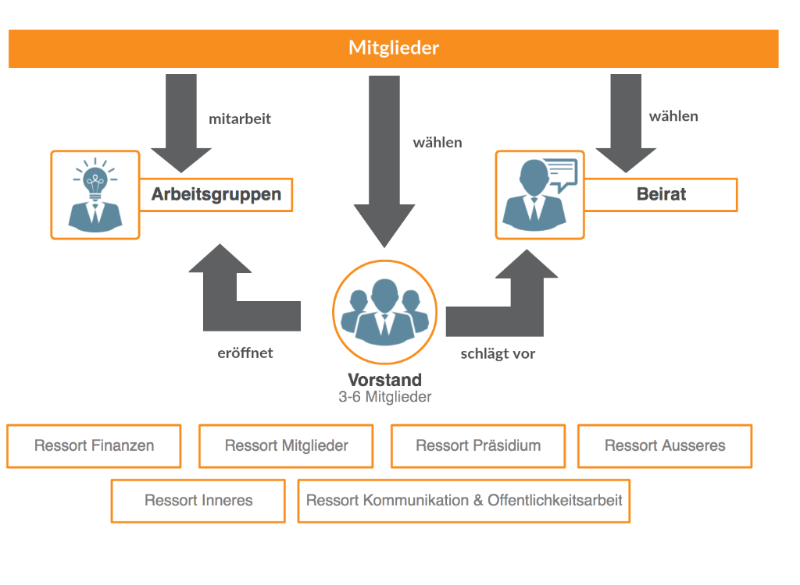
Struktur des Vereins Jugendrat in Liechtenstein

### Mitglieder
Die Mitgliederversammlung wählt jährlich den drei bis sechsköpfigen Vorstand und arbeitet in Arbeitsgruppen mit.

### Vorstand
Die Aufgabenbereiche des Vorstands werden in Ressorts aufgeteilt, wobei jedes Vorstandsmitglied einem solchen als Leiter sowie als Stellvertreter vorsteht.
Vorstandsmitglieder, die eine außerordentliche Leistung für den Verein erbracht haben, werden nach ihrer Tätigkeit durch den Vorstand als Ehrenmitglied vorgeschlagen und können von der Versammlung bestätigt werden.

### Arbeitsgruppen
Die Arbeitsgruppen werden vom Vorstand ins Leben gerufen. Jedes Mitglied kann Teil einer Arbeitsgruppe werden und sich so im Verein engagieren.

### Beirat
Der Beirat erfüllt eine beratende Funktion. Er wird bei wichtigen strategischen Entscheidungen oder auf Wunsch des Vorstands zur Beratung beigezogen.

## Projekte

### Wahlhilfe easyvote Liechtenstein
easyvote informiert Jugendliche bei Wahlen politisch neutral. Noch nicht Stimmberechtigte sollen auf verständliche Weise mitbekommen, was auf politischer Ebene bestimmt wird.
Mündige Jugendliche werden ermuntert, ihre Möglichkeit zur Urne zu gehen zu nutzen. Die Broschüre ist kurz, informativ und soll zum Lesen animieren.
Bisher gab es vier „easyvote“-Wahlbroschüren, und zwar zu den Landtagswahlen 2013 und 2017 sowie zu den Gemeinderatswahlen 2015 und 2019.
Dabei konnten bei jeder Durchführung über 3'000 Jugendliche und junge Erwachsene zwischen 17 und 30 Jahren in Liechtenstein erreicht werden.

### Politische Schulumfrage
Im März 2014 führte der Jugendrat Liechtenstein in Zusammenarbeit mit dem Schulamt des Fürstentums Liechtenstein eine Umfrage zur politischen Bildung durch.
Dabei wurden 591 Schülerinnen und Schüler im Durchschnittsalter von 16,5 Jahren zu ihren politischen Kenntnissen befragt.
Der Jugendrat ist zu folgendem Fazit gekommen:
- Ein Drittel der Befragten verwehrt sich der Politik.
- Das Basiswissen der Schüler Liechtensteins ist gut ausgeprägt.
- Bezüglich Detailwissen besteht starker Nachholbedarf.
- Ein Großteil der Jugendlichen setzt sich mit Volksabstimmungen auseinander.
- Ohne die Gymnasium-Klassen 5 bis 7 sinken die Ergebnisse um 3 bis 7 Prozent.

### Jugendsession
Die Jugendsession soll die Meinung der Jugendlichen und jungen Erwachsenen einholen und an die Politik weitergeben. Alle interessierten Jugendlichen und jungen Erwachsenen des Landes kommen im Landtagsplenarsaal zusammen um über aktuelle Themen zu diskutieren und Lösungsansätze zu formulieren.
Am Ende der Jugendsession werden diese Forderungen und Lösungsansätze der Politik übergeben.

### Workshop „Politik zum Anfassen“
Im Rahmen des Workshops «Politik zum Anfassen» lernen Jugendliche, wie die Politik in Liechtenstein funktioniert und aufgebaut ist, und wie sie sich daran beteiligen können. Der etwa 90-minütige Workshop wird von Mitgliedern des Jugendrats geleitet und richtet sich an Schulklassen der achten und neunten Schulstufe.
Das Ziel des Workshops ist es, Jugendlichen die Politik spielerisch näherzubringen, um sie einerseits für die Politik zu begeistern und ihnen andererseits politisches Grundwissen – vor allem in Bezug zu Liechtenstein – mitzugeben. Nach einem kurzen Crash-Kurs zum Thema Politik werden ein oder mehrere Videos über politische Streitgespräche gezeigt. Anschliessend sollen die Jugendlichen gemeinsam Petitionen ausarbeiten und sich in Interessensgruppen zusammenschliessen. Nun sollen die Petitionen in Form von Podiumsdiskussionen verhandelt werden.

### Jugendrat Arena
Das Format „Jugendrat Arena“ hat sich zum Ziel gesetzt, den Austausch von Meinungen junger Menschen zu fördern. Hier kommen junge Menschen – Mitglieder der verschiedenen Jungparteien und Politikinteressierte – zusammen, um über ein im Vorhinein festgelegtes Thema zu diskutieren.

### Europäische Jugendpartizipations-Konferenz
Von Erasmus+ finanziert, traf sich der Jugendrat 2021/22 insgesamt fünfmal mit der deutschen „Initiative Jugendparlament“ (zweimal in Liechtenstein, einmal in Köln, Brüssel und Berlin), um sich über Jugendpartizipation auszutauschen und gemeinsam ein Handbuch für Jugendparlamente zu erarbeiten.